# Pierre Couchée (Louvigny)
Pour les articles homonymes, voir Pierre Couchée.
La Pierre couchée serait une borne milliaire romaine tombée à terre. Elle est située sur la commune de Louvigny, dans le Calvados, en Normandie.

## Accès

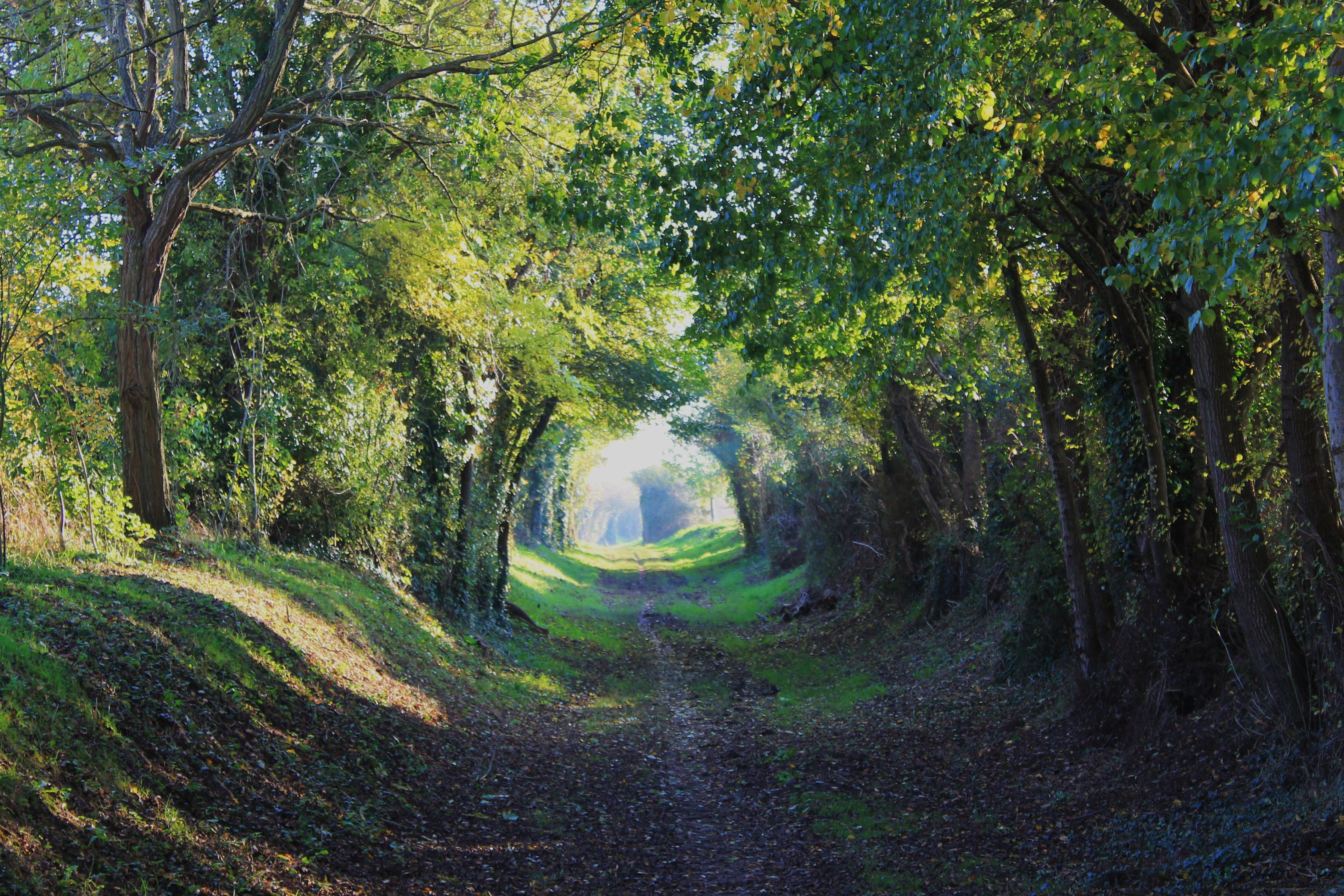
Le Chemin Meunier

La pierre se trouve en bordure du Chemin Meunier à l'ouest de la commune, au carrefour de deux chemins ruraux, près du Champ de la Pierre. Il pourrait être au centre d'un lieu de culte à la fin du Néolithique.
Le Chemin Meunier est une ancienne voie qui était utilisée autrefois pour transporter les récoltes de blé depuis le gué d'Athis sur l'Orne jusqu'aux nombreux moulins situés sur les rives de l'Odon.

## Description
La pierre est constituée d'une roche calcaire très dure, étrangère à la région. Elle est couchée à terre, brisée en deux morceaux et comporte de nombreuses cupules. Sa longueur totale dépasse les 2 m. La pierre s'est brisée en tombant, et non pas avant, car les morceaux sont accolés.
M. Jean Desloges, conservateur du patrimoine à la Direction régionale des Affaires culturelles de Basse-Normandie a étudié cette pierre le 8 juillet 2009 et à son avis ce ne serait pas un mégalithe. En effet, on ne remarque pas de différence d'état entre la partie aérienne et la partie qui a été enterrée (absence de météorisation, pas de dégradation liée au gel, au vent, à la pluie, aux variations thermiques qui caractérisent les mégalithes millénaires de 2000 à 4000 ans av. J.-C.). D'autre part, alors que les menhirs gardent une base peu travaillée et de forme conique, on constate que la base de cette pierre a été taillée pour la rendre plate. Pour M. Desloges, cette pierre devrait être plus probablement une borne milliaire gallo-romaine utilisée comme repère aux croisement de voies de circulation ou comme une devise marquant une limite de parcelles.

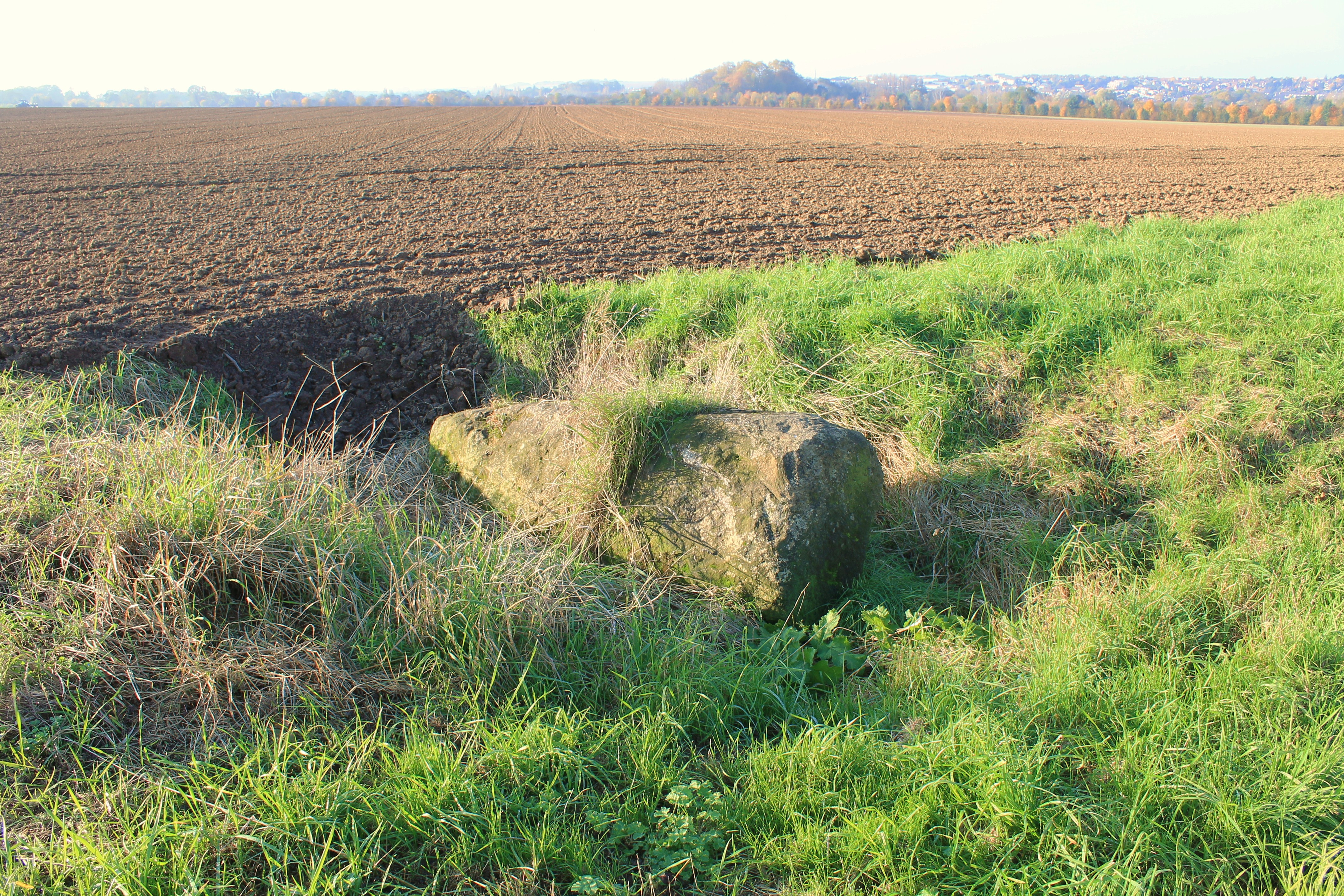
La pierre au bord du chemin
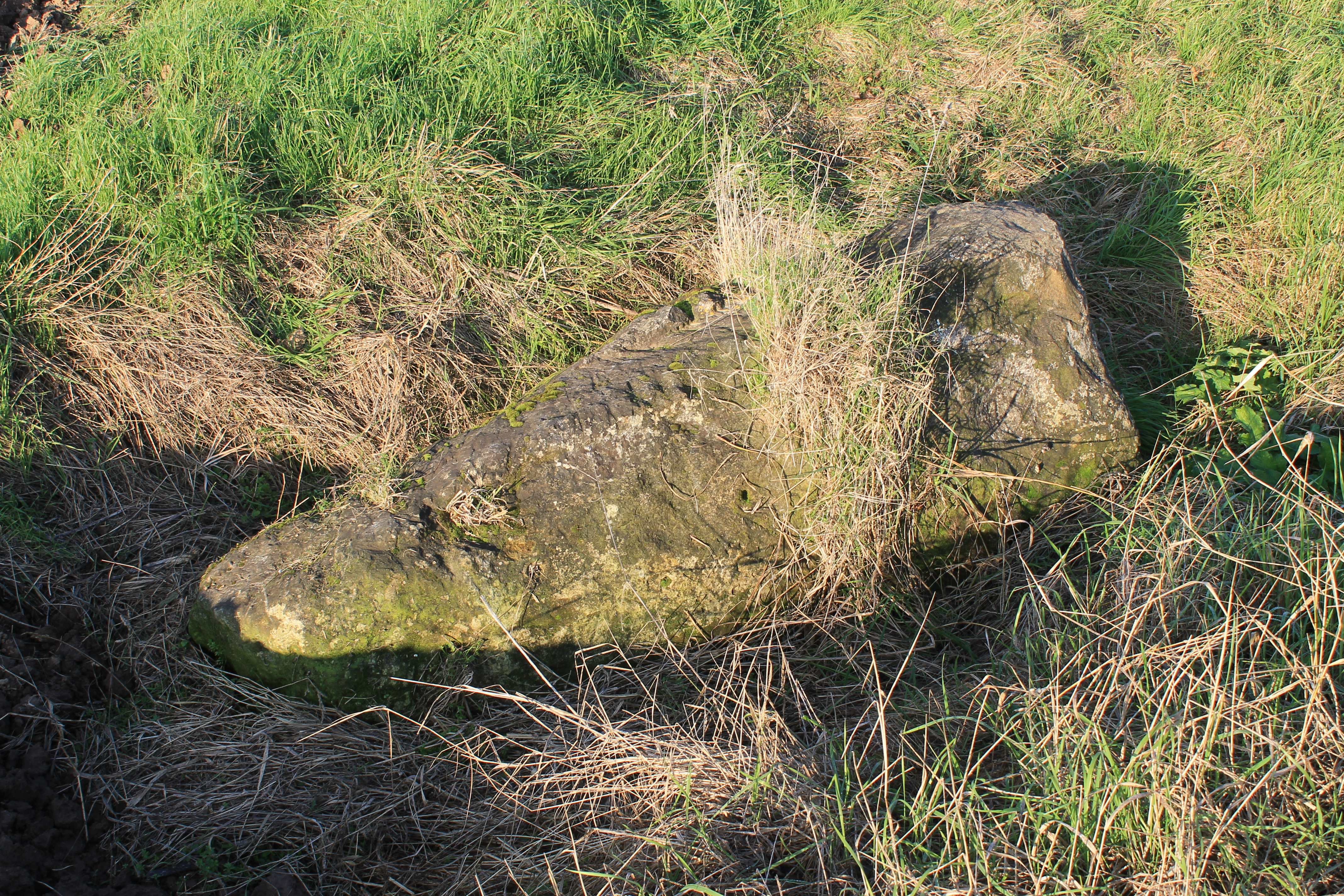
La pierre brisée